# Demand Progress
Demand Progress — организация из «группы 527», занимающаяся интернет-активизмом. Основной деятельностью организации является организация петиций в поддержку легальных способов борьбы с интернет-цензурой. Demand Progress была основана в 2010 году интернет-активистом Аароном Шварцем, покончившим с собой в январе 2013 года.
Организация выступает резко против законопроектов SOPA и PIPA. Помимо прочего, Demand Progress также выступает против практики заключения в долговые тюрьмы, цензуры Фейсбука и принятия законопроекта S. 978 (112th), который позволил бы копирайтным троллям выдвигать обвинения против владельцев видеохостингов, на которых загружены видеозаписи, защищённые авторским правом. Demand Progress сотрудничала с различными организациями схожего характера, в том числе с EFF, CDT, Американским союзом защиты гражданских свобод и fightfortheftr.
По состоянию на начало 2013 года в организации состояло свыше миллиона человек. Исполнительным директором Demand Progress является Дэвид Сегал, входивший в 2007—2011 годах в палату представителей Род-Айленда от Демократической партии и в городской совет Провиденса от Партии зелёных.